# سبيلغيرتي
سبيلغيرتي (بالإنجليزية: Spillgerte)‏ هو أحد جبال سلسلة جبال الألب البرنية ويقع في كانتون برن في سويسرا. يحتل المرتبة رقم 324 في قائمة جبال سويسرا من حيث الارتفاع، إذ يبلغ ارتفاعه حوالي 2476 متر، بينما يبلغ ارتفاع نتوء الجبل 453 متر.